# Dorofjejeva
Nadija Volodymyrivna Dorofjejeva, nota semplicemente come Dorofjejeva (in ucraino Надія Володимирівна Дорофєєва?; Sinferopoli, 21 aprile 1990), è una cantante, personaggio televisivo e attrice ucraina, ex membro del duo musicale Vremja i Steklo.

## Biografia
Originaria di Sinferopoli, sin dalla giovane età si è avvicinata al mondo musicale e di danza, partecipando a concorsi in Ungheria e Bulgaria, e riuscendo a risultare finalista a Zorjanyj došč nel 2004. Ha successivamente frequentato l'Università statale d'arte e cultura di Mosca e nel 2010 è entrata a far parte del duo musicale Vremja i Steklo.
Nel 2012 ha preso parte a Šoumasthouon, andato in onda su Novyj kanal. Tre anni dopo ha ottenuto il ruolo di coach a Malen'ki hihanty, presentato su 1+1. L'anno seguente è divenuta coach alla versione ucraina di The Voice Kids. Ha poi partecipato alla versione ucraina di Ballando con le stelle, dove è terminata in 2ª posizione.
Nel 2018 ha inciso con Monatyk il singolo Gluboko, che ha ottenuto il premio YUNA al miglior video musicale, perdendo tuttavia le categorie miglior canzone cantata in un'altra lingua e miglior collaborazione nei confronti di Drunk Groove di Maruv e Boosin.
A novembre 2020 viene pubblicato sotto lo pseudonimo di Dorofjejeva la hit Gorit, che si è collocata al 2º e 6º posto delle classifiche ucraine e russe stilate dalla Tophit. Il video musicale relativo è stato diretto da Tanja Muïn'o, già alle riprese dei videoclip di artisti come Katy Perry, Rosalía e Cardi B, e l'artista stessa ha avviato una campagna con il fine di promuovere il pezzo a livello nazionale nei mesi successivi. Il successo del brano ha fruttato alla cantante due candidature ai premi di Muz-TV 2021, di cui una come svolta dell'anno. Il 19 marzo seguente è stato pubblicato l'EP Dofamin, trainato sia da Gorit sia da A tebe.... Anche Počemu, presentato in concerto a Kiev il 5 giugno 2021 e uscito la settimana seguente, ha fatto il proprio ingresso nella graduatoria radiofonica ucraina e russa.
Nel dicembre 2021 ha ricevuto quattro ulteriori nomination agli annuali YUNA, il più importante riconoscimento musicale nazionale, tra cui quella per la miglior artista femminile e quella per il miglior concerto dal vivo per Dofamin. A distanza di tre mesi viene divulgato il singolo Raznocvetnaja, ripubblicato interamente in ucraino nell'agosto sotto il titolo di Riznokol'orova; esso, assieme a Krapajut', hanno anticipato l'uscita dell'album in studio d'esordio Sensy.

## Vita privata
A seguito dell'invasione russa dell'Ucraina del 2022, Dorofjejeva è stata inclusa nella lista nera delle star ucraine a cui è vietato l'ingresso nella Federazione Russa per mezzo secolo a causa del dissenso dimostrato verso l'«operazione militare speciale».

## Discografia

### Da solista
- 2022 – Sensy
- 2024 – Heartbeat

### Vremja i Steklo

#### Album in studio
- 2014 – Vremja i Steklo
- 2019 – Vislovo

#### Raccolte
- 2017 – Obratnyj otsčet

## Tournée
- 2024 – Tour 2024
- 2024/25 – European Tour
- 2025 – Tour 2025

## Filmografia

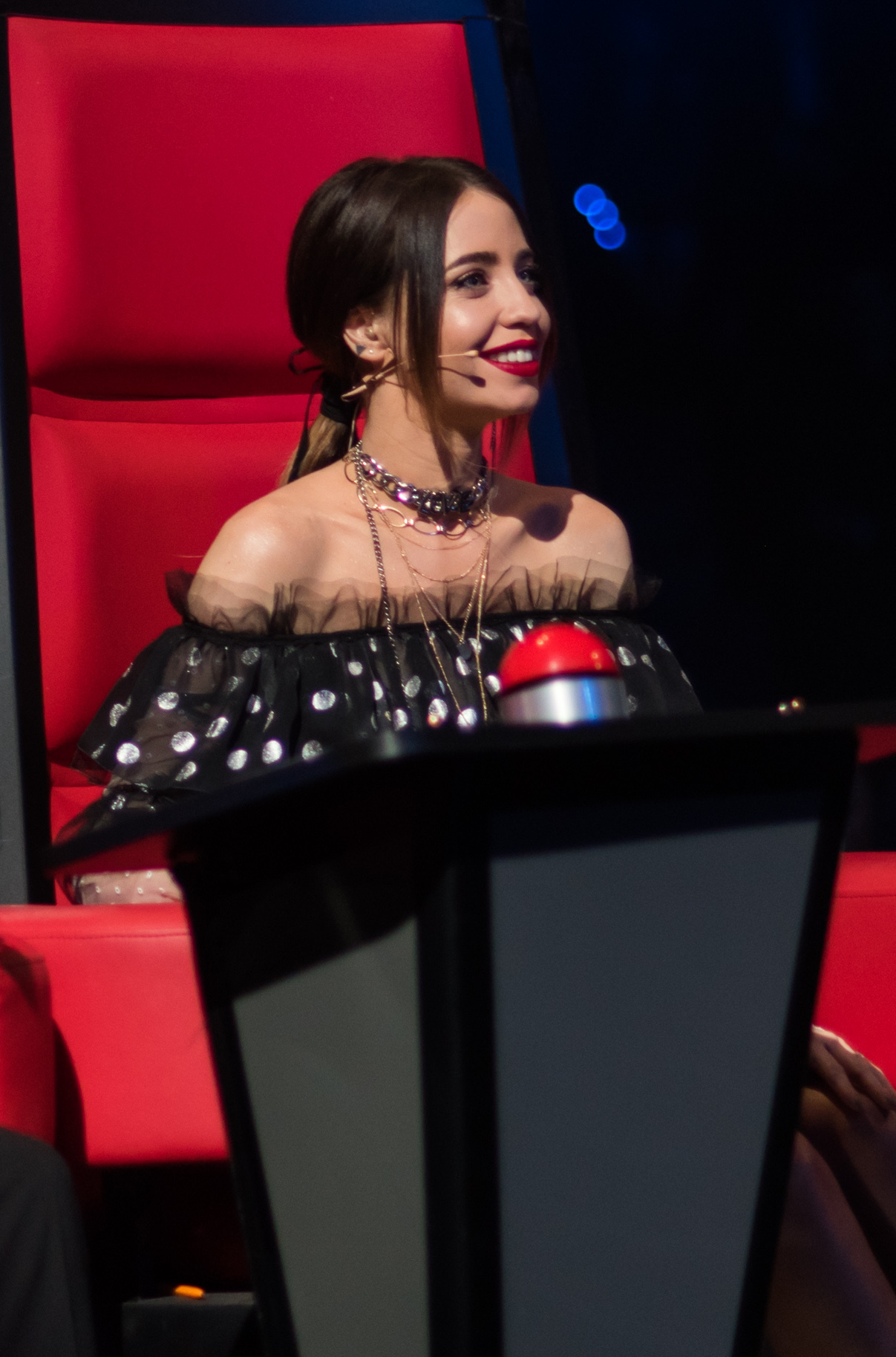
Dorofjejeva come coach a Holos. Dity

### Cinema
- Ja, ty, vin, vona, regia di Volodymyr Zelens'kyj e David Dodson (2018)

### Televisione
- Zirka+zirka (2011) – Concorrente
- Šoumasthouon (2012) – Concorrente
- Malen'ki hihanty (2015) – Coach
- Kandydat (2016) – Cameo
- Tanci z zirkamy (2017) – Concorrente
- Holos. Dity (2017/19) – Concorrente
- Liha smichu (2018/20) – Membro di giuria
- Maskarad (2020) – Concorrente
- Holos kraïny (2021/23) – Coach

### Doppiaggio
- Pryncesa in Bremenskie razbojniki (versione ucraina)
- Mila in Vykradena pryncesa: Ruslan i Ljudmila

## Riconoscimenti
- Premija Muz-TV
  - 2019 – Candidatura alla Miglior collaborazione per Gluboko[25]
  - 2021 – Candidatura al Miglior video femminile per Gorit[15]
  - 2021 – Candidatura alla Svolta dell'anno[15]

- Premija RU.TV
  - 2019 – Candidatura al Miglior video di danza per Gluboko[26]

- Viva! Awards
  - 2021 – Rivelazione digitale[27]

- YUNA
  - 2019 – Miglior video musicale per Gluboko[7]
  - 2019 – Candidatura alla Miglior canzone cantata in un'altra lingua per Gluboko[7]
  - 2019 – Candidatura alla Miglior collaborazione per Gluboko[7]
  - 2022 – Candidatura alla Miglior artista femminile[20]
  - 2022 – Candidatura alla Miglior canzone cantata in un'altra lingua per Gorit[20]
  - 2022 – Candidatura alla Rivelazione dell'anno[20]
  - 2022 – Candidatura al Miglior concerto dal vivo per Dofamin[20]
  - 2024 – Candidatura alla Miglior artista femminile[28]
  - 2025 – Candidatura alla Miglior artista femminile[29]
  - 2025 – Candidatura alla Miglior canzone per A ja vse plakala[29]
  - 2025 – Candidatura alla Miglior collaborazione per A ja vse plakala[29]
  - 2025 – Candidatura al Miglior album per Heartbeat[29]
  - 2025 – Candidatura al Miglior concerto dal vivo per Heartbeat[29]
  - 2025 – Candidatura al Miglior video musicale per Chartbit[29]

- Žara Music Awards
  - 2018 – Stile dell'anno[30]